# Проституция в Суринаме
Проституция в Суринаме незаконна, но широко распространена, а законы редко соблюдаются. Торговля людьми и детская проституция являются проблемами в стране. Местные проститутки называют «мотё». По оценкам ЮНЭЙДС, в стране насчитывается 2228 проституток.
Хотя проституция является незаконной, страна выдает временные разрешения на работу проституткам-мигрантам, путешествующим через Суринам по пути в другую страну.
Проститутки часто снимают комнаты в отелях и привлекают клиентов в баре отеля или за его пределами.

## Правоохранительные органы
Обычно к проституции относятся терпимо, и запрещающие ее законы не соблюдаются. Законы, которые, как правило, применяются, по крайней мере до некоторой степени, - это те, которые запрещают торговлю людьми, детскую проституцию и вымогательство за пределами неофициально допустимых территорий.
Бордели обычно терпимы, если только нет проблем или если женщины работают в них против своей воли. Полиция регулярно посещает публичные дома и может выступать посредником в спорах между проститутками и владельцами публичных домов. Полиция иногда работает в качестве «советников» публичных домов и помогает женщинам получить рабочие визы.

## Кварталы красных фонарей
В столице Парамарибо квартал красных фонарей расположен в районе Watermolenstraat, Timmermanstraat, Hoek Hogestraat, Zwartenhovenbrugstraat и Crommelinstraat. Эти улицы известны своими уличными проститутками. Секс-работники, в основном из Гайаны, полностью видны и выполняют свою работу относительно спокойно.

## Золотодобыча
Во внутренних районах Суринама есть несколько официальных и неофициальных золотых приисков. На рудниках работает много мужчин, особенно бразильцев. В районах добычи полезных ископаемых есть большое количество проституток, обслуживающих горняков. Есть много женщин-иностранок, которые приезжают работать на золотые прииски (бразильцы, доминиканцы, гайанки и французы), а также местные суринамские проститутки. Бразильские проститутки могут зарабатывать в районе добычи в три раза больше, чем дома. Некоторые женщины принимают оплату золотыми самородками. Есть свидетельства детской проституции в этом районе. 
Проститутки обычно живут в «женских лагерях», ряде хижин, недалеко от шахтёрских лагерей, где женщины живут и принимают своих клиентов. Вокруг шахтёрских лагерей есть также несколько баров, проституток в этих барах обычно нанимает и нанимает их владелец. Некоторые шахтеры имеют проститутку в качестве «временной жены» на срок до 3 месяцев. Женщины заботятся не только о своих сексуальных потребностях, но и о домашних потребностях шахтеров. Эта договоренность обычно достигается через горного мастера, который набирает и платит женщинам из Бразилии в обмен на 10% от заработной платы горняков.
В 2011 году правительство ввело схему регистрации всех работников в горнодобывающих районах, включая секс-работников. Целью было дать правительству возможность собирать налоги с рабочих.

## Секс-торговля
Суринам в основном является страной назначения и транзита для мужчин, женщин и детей, которые стали объектом транснациональной торговли в целях коммерческой сексуальной эксплуатации и принудительного труда. Это также страна происхождения несовершеннолетних суринамских девочек и все чаще мальчиков, которых продают внутри страны для сексуальной эксплуатации. Некоторых из этих детей продают в секс-бизнес вокруг лагерей золотодобычи во внутренних районах страны. Иностранные девушки и женщины из Гайаны, Бразилии, Доминиканской Республики и Колумбии продаются в Суринам для коммерческой сексуальной эксплуатации; некоторый транзит через Суринам на пути в Европу.
Согласно «Отчету о торговле людьми», некоторые китайские женщины занимаются проституцией в массажных салонах и публичных домах Суринама.
Управление государственного департамента США по мониторингу и борьбе с торговлей людьми относит Суринам к «контрольному списку уровня 2».